# Romance: en vivo
Romance: En Vivo é um vídeo do cantor mexicano Luis Miguel. Foi gravado durante a tour do álbum Romance, em que o cantor fez shows em vários países como Venezuela, Estados Unidos, Espanha e México (neste, todos os ingressos foram vendidos em apenas três horas). Como os shows foram gravados integralmente, anos depois eles foram transmitidos na América do Sul e no México. Algumas canções do show no México foram gravadas para o EP América & En Vivo.

## Repertório
1. "Introdução"
2. "Oro de Ley"
3. "Amante del Amor"
4. "Pupilas de Gato"
5. "Culpable o No"
6. "Hoy el Aire Huele a Tí"
7. "Ahora Te Puedes Marchar"
8. "Alguién Como Tú"
9. "Entrégate"
10. "Tengo Todo Excepto a Tí"
11. "Será Que No Me Amas"
12. "No Me Platiques Más"
13. "Contigo en la Distancia"
14. "La Puerta"
15. "La Mentira"
16. "Cuándo Vuelva a Tu Lado"
17. "No Sé Tú"
18. "Inovidable"
19. "Un Hombre Busca una Mujer"
20. "Cuándo Calienta el Sol"